# Obsxi Sirt
Obsxi Sirt - Общий Сырт (rus) - és una serralada de turons que s'estén per la part sud-est de Rússia i al nord-oest del Kazakhstan. La seva cima més alta és de 405 m sobre el nivell del mar, al seu extrem oriental.
S'allarga sinuosament en sentit oest - sud-oest - est - nord-est, en una extensió de vora 500 km, per les províncies de Saràtov, Samara i Orenburg a Rússia i per la província del Kazakhstan Occidental al Kazakhstan, on s'uneix amb la part meridional dels Urals. El riu Ural bordeja l'elevació pel sud Des del punt de vista geològic, els relleus estan constituïts per roques sedimentàries (sobretot argilita) del paleozoic (permià) i Mesozoic.
El relleu d'Obsxi Sirt, tot i no ser gaire alt, representa una important línia divisòria d'aigües entre la conca hidrogràfica del Volga i la de l'Ural. Aquí tenen les seves fonts rius com el Samara, Buzuluk, Bolxoi Irguiz, Kamelik.
La vegetació predominant és l'estepa, a causa del clima continental àrid; tanmateix, als seus vessants septentrionals hi ha boscos caducifolis. La població assentada a tota la regió és escassa, sobretot a l'àrea meridional i occidental; no hi ha grans ciutats i els únics centres urbans a destacar es troben als marges: Orenburg (Rússia), al seu extrem oriental, i Oral (Kazakhstan), al meridional.